# Dhamoirhat
Dhamoirhat (en bengali : ধামইরহাট) est une upazila du Bangladesh dans le district de Naogaon. En 2011, elle dénombrait 184 778 habitants.